# Wang Lili
Dans ce nom chinois, le nom de famille, Wang, précède le nom personnel.
Pour les articles homonymes, voir Wang.
Wang Lili (en chinois : 王丽丽), née le 8 septembre 1992 à Jiamusi, est une joueuse chinoise de basket-ball.

## Biographie
Avec l'équipe de Chine féminine de basket-ball, elle est médaillée d'or aux Jeux asiatiques de 2018.
Elle est membre de l'équipe chinoise de basket-ball à trois qui dispute les Jeux olympiques de Tokyo.

## Palmarès
- Médaille de bronze aux Jeux olympiques d'été de 2020 en basket à trois[2].